# 공무원 개방형 임용제
공무원 개방형 임용제는 대한민국의 공무원 임용제도의 하나이다.
중앙행정기관의 3급 이상이 대상으로 20%가 개방됨에 따라 기관별로 실 국장급 2, 3자리 정도를 외부전문가로 충원 가능하다. 이들은 계약직으로 임명된다. 중앙인사위원회가 경영진단팀의 진단결과를 토대로 해당기관과의 의견조율을 거쳐 기관별로 어떤 자리를 충원할 것인지를 확정하게 된다. 이 제도의 도입으로 공무원 사회의 전문성을 제고할 수 있는 반면 기존 공무원들의 반발과 정치권의 입김으로 공직사회가 동요하는 등 부작용도 예상된다.

## 같이 보기
- 대한민국의 공무원 임용시험